# 디랙 (코덱)
디랙(영어: Dirac)은 영국 BBC의 BBC 리서치가 개발한 무로열티 영상 압축 포맷이다. '슈뢰딩거와 디랙 연구'는 디랙의 공개, 무로열티 소프트웨어 구현이다. 디랙 포맷은 H.264와 VC-1에 대항하는, 울트라 HDTV 또는 그 이상의 고품질의 비디오 압축을 제공하기 위해 개발되었다.